# Manege Sankt Petersburg

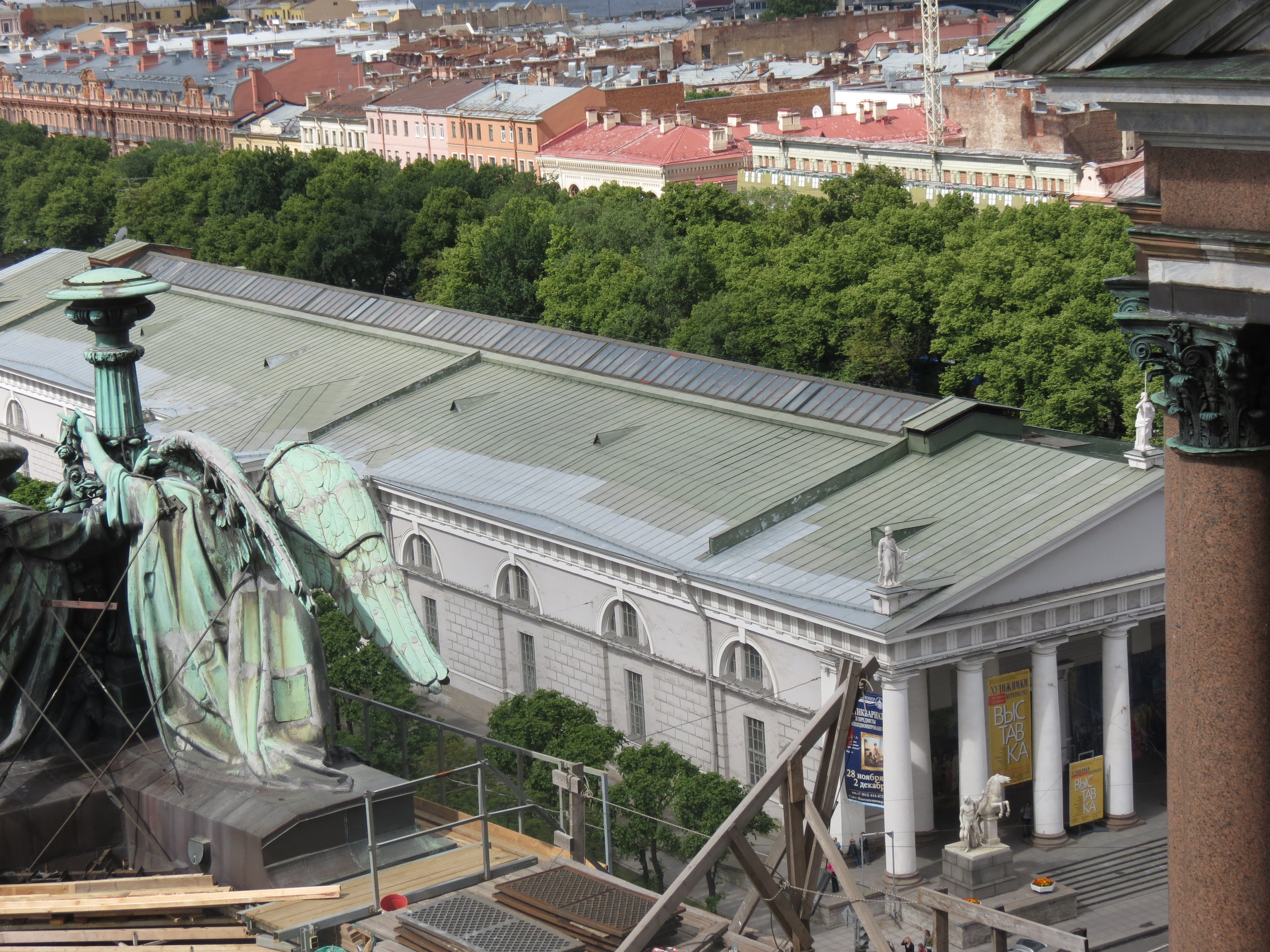
Blick auf die Manege von der Isaakskathedrale

Die Manege ist die ehemalige Reithalle der Leibwache der Zaren am Isaaksplatz in Sankt Petersburg, Russland. Sie wurde 1804 bis 1807 nach Plänen von Giacomo Quarenghi im klassizistischen Stil als einer seiner letzten Aufträge erbaut. Sie ersetzte einen stillgelegten Kanal, der die Admiralität mit den Marinelagern verband.
Die Manege ist ein flacher, rechteckiger Bau mit Bögen und Lünetten. Das klassizistische Bauwerk erinnert an einen athenischen Tempel aus dem 5. Jahrhundert v. Chr. mit einem Portikus aus acht dorischen Säulen mit einem Giebel und Flachreliefs. Die Marmorstatuen der Dioskuren, die neben ihren Pferden stehen, wurden vom Bildhauer Paolo Triscornia nach dem Vorbild der Fontana dei Dioscuri in Rom gestaltet.
Nach der Russischen Revolution wurde die Manege zu einer Garage für das NKWD umgebaut. In den 1970er Jahren wurde das Gebäude erneut umgebaut und beherbergt seitdem ein Ausstellungszentrum.